# Águia-audaz

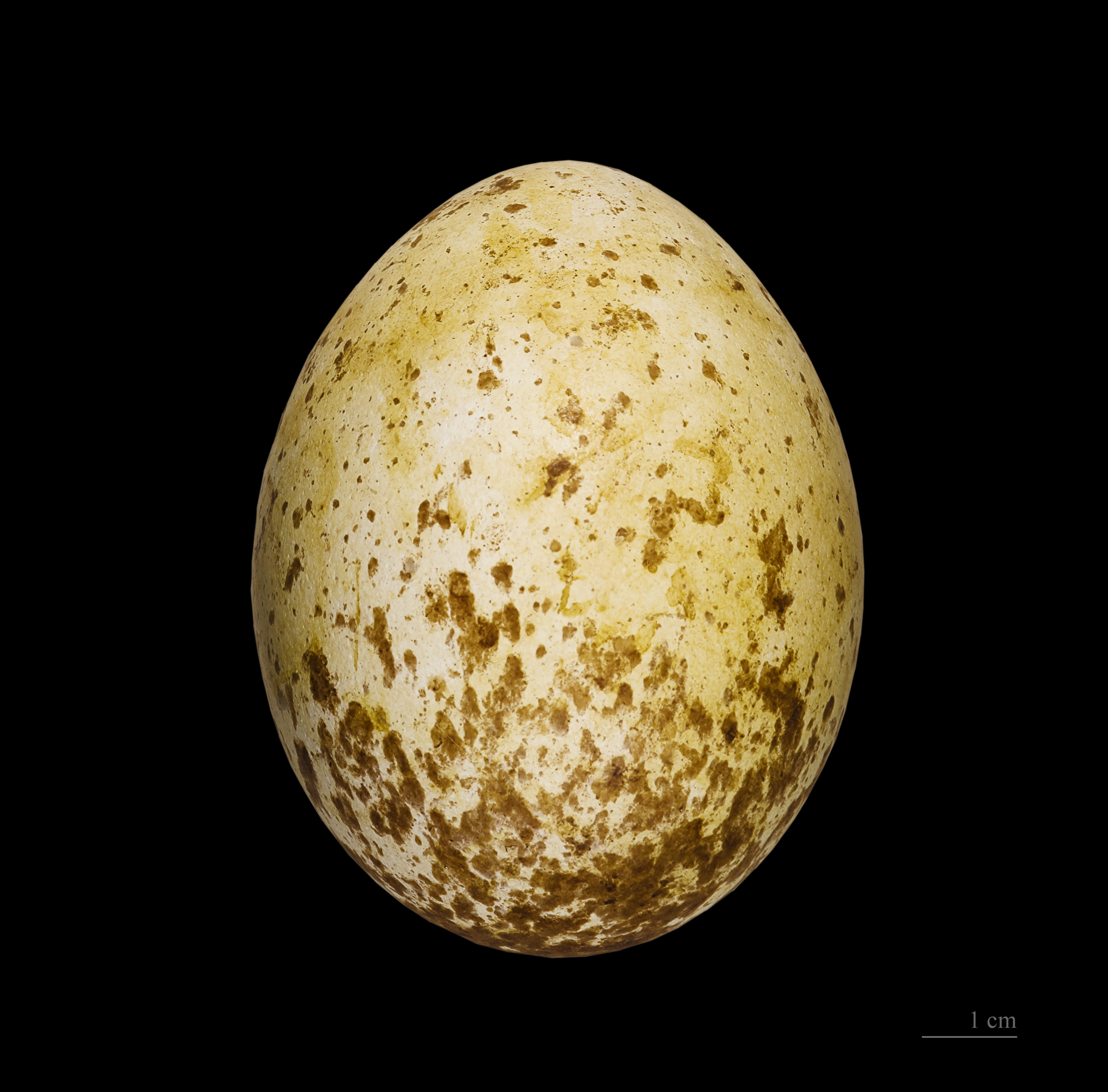
Ovo de Aquila audax

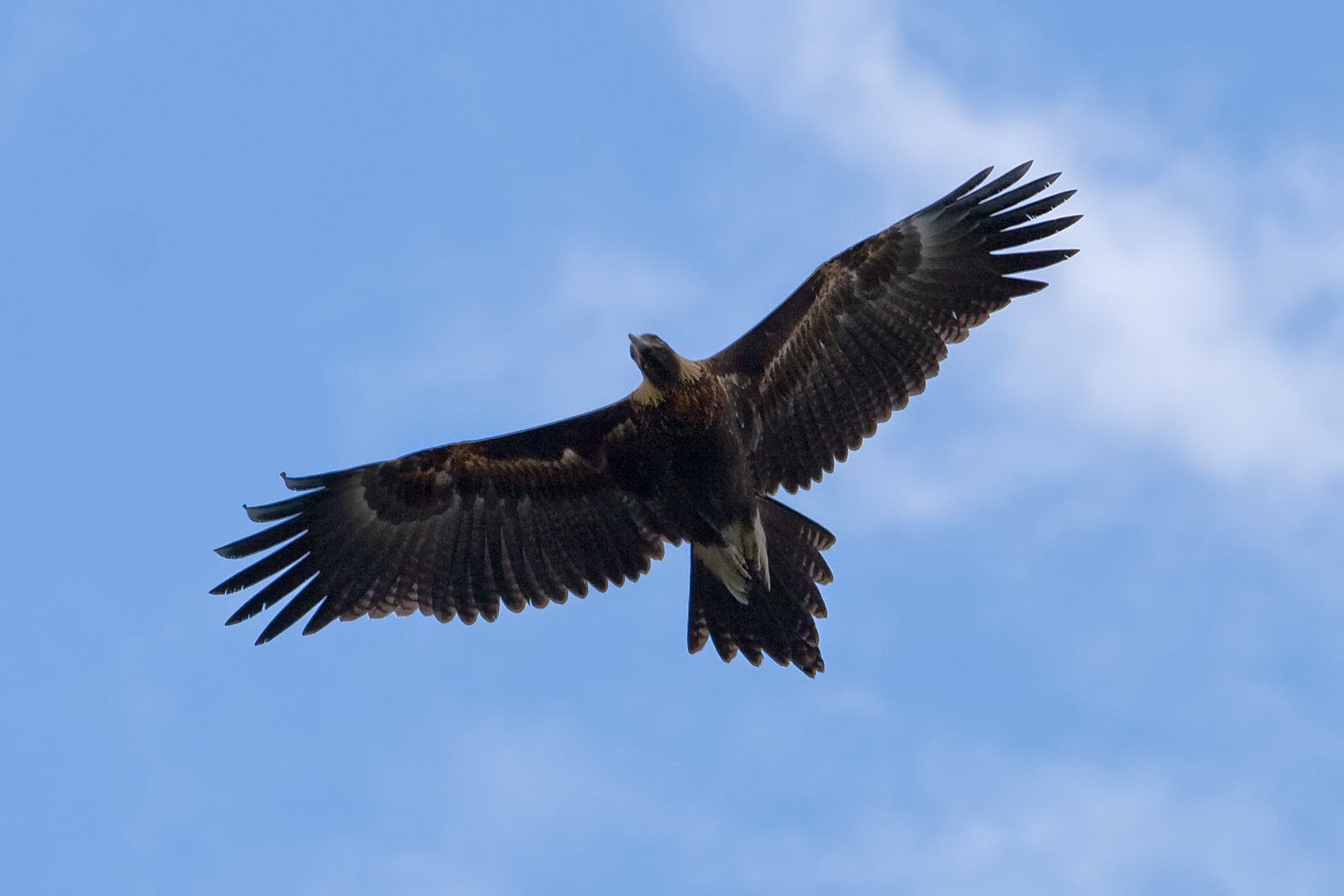
Águia-audaz em vôo

A águia-audaz (nome científico: Aquila-audax) é a maior ave de rapina da Austrália e é a mais comum de todas as águias de grande porte. Tem asas compridas e relativamente largas, e completamente cobertas de penas. Chega a medir aproximadamente 1 metro de comprimento, tem uma envergadura que varia de 183cm à 232cm e pesa entre 2kg - 5.3kg . Tem também uma cauda em forma de cunha inconfundível. Por causa da sua cauda e do seu tamanho - é uma das maiores aves de rapina do mundo - pode ser identificada logo no primeiro olhar mesmo por um não-perito.

## Fonte
- Este artigo foi inicialmente traduzido, total ou parcialmente, do artigo da Wikipédia em inglês cujo título é «Wedge-tailed Eagle», especificamente desta versão.